# Могучие
Могучие (пол. Mochuczy, Mohuczy) — польский и белорусский шляхетский род, признанный дворянским в Российской Империи.
Потомство Клементия Семеновича Могучего, с 1582 года владевшего недвижимым приобретённым имением в Оршанском повете, которое в том же году подтверждено за ним польским королём Стефаном.
Потомки его, пользуясь дворянскими преимуществами, жалованы были от королей польских, за оказанные услуги, имениями и удостоены были разными чинами.

## Представители
- Из этого рода происходил Станислав Мартынович Могучий — статский советник, Витебский вице-губернатор в 1818—1825 гг.
- Адам Могучий[пол.] (7 марта 1891 — 7 мая 1953), контр-адмирал польского флота, глава штаба польского флота в 1945-1947 гг[1].
- Михаил Александрович Могучий (8 декабря 1906 — 26 ноября 1973), генерал-майор медицинской службы, глава медицинской службы Войска польского, дед режиссёра Андрея Могучего [2].
- Андрей Анатольевич Могучий (р. 23 ноября 1961, Ленинград), художественный руководитель Большого драматического театра имени Товстоногова в Санкт-Петербурге.
- Роман Александрович Могучий (р. 18 февраля 1987, Куйбышев), журналист.

## Описание герба
В лазуревом поле серебряный полумесяц вверх. На нём золотой широкий крест.
На щите дворянский коронованный шлем. Нашлемник: пять павлиньих перьев. Намёт на щите справа лазуревый с серебром, слева лазуревый с золотом.